# El auto rojo
El auto rojo es el último álbum de la banda argentina de hard rock Pappo's Blues. Fue lanzado en 1999 por el sello independiente De la Buena Estrella. 
El álbum incluye mayormente canciones de Pappo, algunas escritas con el bajista Yulie Ruth, más algunos covers, con una buena mezcla de hard rock y blues, algo habitual en los lanzamientos de Pappo. 
El disco presenta tres temas instrumentales: "Cissy Strut", "La isola" y "El reglamento". 
Entre los covers se destaca la versión en español de "The Wind Cries Mary" de Jimi Hendrix, rebautizada como "El viento llora a Mary".

## Grabación y detalles
La placa fue registrada entre Junio y agosto de 1999 en Pichón Mobile Studio, con la producción artística del mismo Pappo con Pichón Dal Pont como ingeniero de grabación y el sello a cargo de Alfredo "El Colo" Hellrigl y Sergio "Chuchu" Fasanelli.
Pappo grabó con Yulie Ruth en bajo y "Bolsa" González en batería -"el mejor Pappo's Blues, junto con el trío del primer disco", según había manifestado el músico-, y con el aporte de dos invitados, Gabriel Carámbula y Miguel Botafogo.

"En el disco se nota que estoy tocando mejor que antes. La gente se da cuenta. Es que yo entreno, invento, estudio. Siento que no voy a parar nunca de aprender".
Pappo

El disco contiene los clásicos rocks suburbanos que realiza Pappo, con ricas combinaciones de blues y hard rock, con un sonido potente y efectivo de violas crudas.
En este marco, integran la producción temas como "Cruzando América en un taxi", "No sé inglés", "Auto rojo", "Dos caras", "Cuando dos trenes chocan", "Pueblo del norte", "Whisky malo", "Es algo de amor", "La isola", "Todavía sigo en pie", "El reglamento" y "La sombra maldita", todos compuestos por Pappo, aunque en algunos contó con la colaboración del bajista Yulie Ruth.
Además, "El Carpo" incluyó dos gustos personales, como "Cissy Strut" de The Meters y una versión muy especial de "El viento llora a Mary", del virtuoso y malogrado Jimi Hendrix. 

"'El auto rojo' es un clásico del rock, una síntesis de mi carrera y un broche de oro para este fin de milenio".
Pappo

El material fue estrenado en vivo el 18 de octubre de 1999 en los estudios del Canal CM. El 17 de diciembre del mismo año fue presentado oficialmente en el local porteño "El Marquee".

## Lista de temas
| N.º | Título                        | Autores y compositores     | Duración |
| --- | ----------------------------- | -------------------------- | -------- |
| 1.  | "Cruzando América en un taxi" | Pappo                      | 4.06     |
| 2.  | "No sé inglés"                | Pappo / Yulie Ruth - Pappo | 3.00     |
| 3.  | "Auto rojo"                   | Pappo                      | 1.58     |
| 4.  | "Dos caras"                   | Pappo / Yulie Ruth - Pappo | 2.35     |
| 5.  | "Cuando dos trenes chocan"    | Pappo / Yulie Ruth - Pappo | 3.49     |
| 6.  | "El viento llora a Mary"      | Jimi Hendrix               | 3.51     |
| 7.  | "Cissy Strut"                 | The Meters                 | 2.28     |
| 8.  | "Pueblo del norte"            | Pappo                      | 2.26     |
| 9.  | "Whisky malo"                 | Pappo                      | 3.39     |
| 10. | "Es algo de amor"             | Pappo                      | 2.38     |
| 11. | "La isola"                    | Pappo                      | 2.24     |
| 12. | "Todavía sigo en pie"         | Pappo / Yulie Ruth - Pappo | 2.31     |
| 13. | "La sombra maldita"           | Pappo                      | 2.31     |
| 14. | "El reglamento"               | Pappo                      | 3.01     |

## Músicos
- Pappo - guitarras y voz.
- Yulie Ruth - bajo.
- "Bolsa" González - batería.

Músicos invitados
- Botafogo
- Gabriel Carámbula

Producción
- Pappo - producción artística.
- Pichón Dal Pont - ingeniero de grabación.